# Lago Verde (Maranhão)
Lago Verde est une municipalité brésilienne située dans l'État du Maranhão.